# 田園調布雙葉小学校
田園調布雙葉小学校（でんえんちょうふふたばしょうがっこう）は、東京都世田谷区にある学校法人田園調布雙葉学園が設置したキリスト教系（カトリック系）の私立女子校である。
幼きイエス会（旧サン・モール修道会）を設立母体とする。
給食はなく、児童は弁当を持参しなくてはならない。

## 沿革

### 年表
- 1941年（昭和16年） - 雙葉第二初等学校として開校の予定だったが、太平洋戦争開戦の影響により、四谷雙葉の校内で授業開始。
- 1943年（昭和18年） - 四谷雙葉から復帰するも、学童疎開が始まる。
- 1945年（昭和20年） - 終戦後、11月から授業再開。
- 1949年（昭和24年） - 雙葉第二中学校・雙葉第二小学校附属幼稚園が開校・開園。
- 1952年（昭和27年） - 雙葉第二高等学校開校。
- 1964年（昭和39年） - 法人名・学校名を田園調布雙葉と改名。

## 教育組織
女子のみ。各学年3クラス。

## 入学試験
- 面接
  - 1回目：保護者の学歴と職業等
  - 2回目：家庭での躾、生活習慣等。
- 考査
  - 第1日目：行動観察（集団で工作・お弁当・トイレマナー）
  - 第2日目：筆記試験、口頭試問

## 通学手段など
- 東急大井町線 九品仏駅 徒歩10分
- 東急東横線・東急目黒線 田園調布駅 徒歩15分
- 東急バス園01系統 (田園調布駅－千歳船橋駅)「雙葉学園前」 徒歩2分

## 著名な出身者
- 皇后雅子
- 渋谷節子 - 福知山公立大学教授、文化人類学者、皇后雅子の妹
- 水谷川優子 - チェリスト
- 杉ありさ - 女優
- 高見侑里 - アナウンサー
- 小林春世 - 舞台俳優
- 長島三奈 - スポーツキャスター

## 系列校
学校法人田園調布雙葉学園
- 田園調布雙葉中学校・高等学校
- 田園調布雙葉小学校附属幼稚園